# صوفي برين
صوفي برين (بالفرنسية: Sophie Perin)‏ هي عارضة فرنسية، ولدت في 1957.